# Années 1250 av. J.-C.
Les années 1250 av. J.-C. couvrent les années de 1259 av. J.-C. à 1250 av. J.-C.

## Événements
- 1255-1243 av. J.-C.[1] : règne de Shagarakti-Shuriash, roi Kassite de Babylone[2].